# Paul Bayer
Paul Bayer (Antwerpen, 8 april 1970) is een Belgisch voormalig basketballer.

## Carrière
Bayer startte zijn profloopbaan bij Racing Mechelen en won in die eerste drie seizoenen meteen drie landstitels. In 1992 maakte hij de overstap naar het net gepromoveerde Goodyear Aalst en speelde er tot in 1994. Hierna maakte hij de overstap naar BC Oostende waar hij speelde tot 1997 en kampioen werd in 1995 en de beker won in 1997. Hij speelde hierop een seizoen voor Bree BBC waarna hij twee seizoenen speelde voor Union Mons-Hainaut.
In 2000 ging hij spelen voor Racing Basket Antwerpen, hij speelde er tot in 2002. Hij vertrok in 2002 naar het Duitse Mitteldeutscher Weissenfels en speelde er anderhalf seizoen. Hij keerde terug naar België en speelde het seizoen uit bij Union Bergen maar ging dan spelen voor de Antwerp Giants. In 2005 vertrok hij naar reeksgenoot Bavi Vilvoorde in maart vertrok hij er omdat er financiële problemen waren en speelde het seizoen uit bij Spirou Charleroi.
Hierna zette hij een stap terug en tekende bij tweedeklasser BC Colfontaine. In 2007 ging hij spelen voor Boom BC dat toen uitkwam in de tweede klasse, na de fusie in 2009 vertrok hij bij de club en trok naar Sobabee Zwijndrecht.

## Privéleven
Zijn broer Ronny Bayer was ook een basketballer en basketbalcoach.

## Erelijst
- Belgisch landskampioen: 1990, 1991, 1992, 1995
- Belgisch bekerwinnaar: 1990, 1997
- Fiba EuroCup: 2004